# Риши Сунак
Риши Сунак (енгл. Rishi Sunak; Саутемптон, 12. мај 1980) је британски политичар, који је био на функцији премијера Уједињеног Краљевства од 24. октобра 2022. до 5. јула 2024. године. Претходно је био канцелар благајне од 2020. до 2022. године, главни секретар Трезора од 2019. до 2020. године, као и лидер Конзервативне партије од октобра 2022. до новембра 2024. године. Члан је парламента (МП) за Ричмонд (Јоркс) од 2015. године.
Рођен у Саутемптону од панџабских хиндуистичких родитеља који су мигрирали у Британију из источне Африке, Сунак се школовао на Ванчестер колеџу. Након тога је студирао филозофију, политику и економију (ППЕ) на Линколн колеџу у Оксфорду, а касније је стекао МБА на Универзитету Станфорд у Калифорнији као Фулбрајтов стипендиста. Док је студирао на Станфорду, упознао је своју будућу супругу Акшату Мурти, ћерку Н. Р. Нарајане Муртија, индијског бизнисмена милијардера који је основао Инфосис. Сунак и Мурти су 222. најбогатији људи у Британији, са заједничким богатством од 730 милиона фунти од 2022. Након дипломирања, радио је за Голдман Сакс, а касније као партнер у компанијама хеџ фондова Управа Дечјег инвестиционог фонда и Theleme Partners.
Сунак је изабран у Доњи дом за Ричмонд (Јоркс) у Северном Јоркширу на општим изборима 2015. године, наследивши Вилијама Хејга. Сунак је подржао Брегзит на референдуму о чланству у ЕУ 2016. Именован је у другу владу Терезе Меј за парламентарног државног подсекретара за локалну управу у реконструкцији 2018. Он је три пута гласао за Мејин споразум о повлачењу из Брегзита. Након што је Мејова дала оставку, Сунак је био присталица кампање Бориса Џонсона да постане лидер конзервативаца. Након што је Џонсон изабран и именован за премијера, именовао је Сунака за главног секретара трезора. Сунак је заменио Саџида Џавида на месту канцелара благајне након његове оставке у реконструкцији кабинета у фебруару 2020.
Као канцелар, Сунак је био истакнут у владином финансијском одговору на пандемију ковида 19 и њен економски утицај, укључујући шеме за задржавање посла због коронавируса и Eat Out to Help Out. Усред скандала Партигејт, постао је први државни канцелар у британској историји који је кажњен због кршења закона док је био на функцији након што му је изречена фиксна казна за кршење прописа о ковиду 19 током карантина. Он је поднео оставку на место канцелара 5. јула 2022, наводећи своје разлике у економској политици са Џонсоном у свом писму о оставци. Сунакова оставка, заједно са оставком Џавида на место министра здравља, довела је до Џонсонове оставке усред кризе владе.
Он је 8. јула 2022. објавио своју кандидатуру да замени Џонсона на изборима за руководство Конзервативне странке. Дана 20. јула, он је први гласао међу посланицима конзервативаца, али је на основу резултата објављених 5. септембра 2022. изгубио од Лиз Трас. Након њене оставке, изабран је за премијера 25. октобра 2022. године.

## Младост и образовање
Сунак је рођен 12. маја 1980. у Саутемптону од хиндуистичких родитеља панџабског порекла, Јашвира и Уше Сунака. Он је најстарији од троје браће и сестара. Његов отац Јашвир је рођен и одрастао у колонији и протекторату Кеније (данашња Кенија), док је његова мајка Уша рођена у Тангањики (која је касније постала део Танзаније). Његови бака и деда рођени су у провинцији Пенџаб, Британска Индија, и мигрирали су из источне Африке са децом у Велику Британију 1960-их. Јашвир је био лекар опште праксе, а Уша је била фармацеут и водила је локалну апотеку.
Сунак је похађао Строуд школу, припремну школу у Ромзију, Хемпшир, и Ванчестер колеџ, независну школу за дечаке, где је био главни дечак и уредник школског листа. Био је конобар у кући карија у Саутемптону током летњег распуста. Читао је филозофију, политику и економију (ППЕ) на Линколн колеџу у Оксфорду, где је први пут дипломирао 2001. Док је још био на универзитету, обављао је праксу у седишту конзервативне кампање. Године 2001. интервјуисан је са својим родитељима за ББЦ-јев документарни филм Средње класе: њихов успон и ширење, током којег је приметио: „Имам пријатеље који су аристократе, имам пријатеље који су из више класе, имам пријатеље који су из радничке класе … па, не радничка класа”. Године 2006. стекао је МБА на Универзитету Станфорд, где је био Фулбрајтов стипендиста.

## Канцелар благајне (2020–2022)

### Именовање
У недељама које су претходиле Сунаковом именовању за канцелара благајне, бројни брифинзи у штампи сугерисали су да би се могло успоставити ново економско министарство на челу са Сунаком, како би се смањила моћ и политички утицај канцелара Саџида Џавида у Министарству финансија. Сунак се сматрао лојалистом Џонсону, фаворизованом од Доминика Камингса, и сматран је министром у "звезди у успону" који је вешто представљао премијера током изборних дебата 2019. До фебруара 2020, Гардијан је известио да ће Џавид остати у улози канцелара и да ће Сунак остати на месту главног секретара трезора, како би премијеров главни саветник Камингс „држао на оку“ Џавида.

Сунак је унапређен у канцелара 13. фебруара 2020. у оквиру реконструкције кабинета, након што је истог дана поднео оставку његов претходник Џавид. Џавид је поднео оставку на место канцелара благајне након састанка са премијером Џонсоном. Током састанка, Џонсон је понудио да задржи своју позицију под условом да отпусти све своје саветнике у Трезору, да буду замењени појединцима које је одабрао Камингс. Након што је поднео оставку, Џавид је рекао Асоцијацији за штампу да „ниједан министар који поштује себе неће прихватити те услове“. Неки политички коментатори виде Сунаково именовање као сигнал за крај независности Трезора од Даунинг стрита, при чему Роберт Шримсли, главни политички коментатор Фајненшел тајмса, тврди да „добра влада често зависи од виших министара – а посебно од канцеларке – да бори се против лоших идеја“.

### Пандемија ковида 19
Сунаков први буџет је направљен 11. марта 2020. Ово је укључивало најаву додатне потрошње од 30 милијарди фунти, од чега је 12 милијарди фунти додељено за ублажавање економских ефеката пандемије ковида 19.
Пошто је пандемија изазвала финансијске последице, мере канцелара Сунака биле су критиковане јер неки радници нису могли да се квалификују за мере подршке дохотку Министарства финансија. Вршилац дужности лидера либералних демократа Ед Дејви рекао је да су људи неправедно „обешени на сушење“, а да су се „њихови послови из снова претворили у ноћне море“ након што је стотине посланика контактирало канцеларку.Институт за студије запошљавања процијенио је да 100.000 људи не може имати право на било коју врсту државне помоћи јер су започели нови посао прекасно да би били укључени у шему задржавања посла, док је Британско угоститељско удружење обавијестило Одбор за одабир трезора да је између 350.000 и 500.000 радника у његовом сектору није имало право.
Сунак је био део комитета министара у кабинету (који су такође чинили Џонсон, Мет Хенкок и Мајкл Гоув) који је доносио одлуке о пандемији.
Сунак је добио фиксну казну заједно са Џонсоном за присуство на забави, али није дао изјаву или поднео оставку.

#### Фиксна казна
Дана 12. априла 2022. године, Сунаку је изречена фиксна казна након што је метрополитанска полиција веровала да је прекршио ограничења уведена поводом ковида 19 пошто је присуствовао рођенданској забави. Известан број других  је такође добио фиксна обавештења о казнама, укључујући Џонсона. Сунак је постао први канцелар у британској историји за кога се верује да је прекршио закон док је био на функцији.

### Оставка
Дана 5. јула 2022, Сунак је поднео оставку на место канцелара неколико тренутака након што је Саџид Џавид поднео оставку на место министра здравља, усред контроверзе око оптужби за сексуално узнемиравање против посланика Криса Пинчера. У писму оставке Сунак је рекао: „Јавност с правом очекује да се влада води како треба, компетентно и озбиљно. Признајем да је ово можда мој последњи министарски посао, али верујем да се за ове стандарде вреди борити и зато подносим оставку. У припремама за наш предложени заједнички говор о економији следеће недеље, постало ми је јасно да су наши приступи сувише различити." После даљих оставки, Џонсон је 7. јула поднео оставку на место лидера Конзервативне странке.

## Кандидатура конзервативаца за вођство 2022.
Дана 8. јула 2022, Сунак је најавио да ће се кандидовати на изборима за руководство Конзервативне странке да замени Џонсона. Сунак је покренуо своју кампању у видео-снимку објављеном на друштвеним мрежама, пишући да ће "вратити поверење, обновити економију и поново ујединити земљу". Рекао је да су његове вредности „патриотизам, правичност, напоран рад“. Сунак је обећао да ће се "побити на родно неутралан језик".
Конзервативни политичари који су подржавали Џонсона критиковали су Сунака да је „предводио оптужбе у рушењу премијера“, а Џејкоб Рис-Мог га је назвао „канцеларом високог пореза“.
Домен „readyforrishi.com” је први пут регистрован код ГоДедија 23. децембра 2021. године, док је „ready4.rishi.com” регистрован 6. јула 2022., два дана након што је Сунак поднео оставку на место канцелара. Први домен делује као преусмеравање на други.

## Премијер Уједињеног Краљевства (2022−2024)
Сунака је краљ Чарлс III именовао за премијера Уједињеног Краљевства 25. октобра 2022, чиме је постао први британски азијски премијер, као и први премијер који исповеда веру која није хришћанска. Такође је и први премијер кога је именовао мушки монарх после 71 године, након Винстона Черчила. Он је најмлађи премијер од Роберта Џенкинсона, 2. грофа од Ливерпула.

### Кабинет
Сунак је почео да именује свој кабинет 25. октобра 2022. Именовао је Доминика Раба за заменика премијера, државног секретара за правосуђе и лорда канцелара. Сунак је поново именовао Џеремија Ханта за канцелара финансија, Џејмса Клеверлија за министра спољних послова, а Бена Воласа за државног секретара за одбрану. Такође је именовао Надхима Захавија за председника Конзервативне странке. Сунак је контроверзно именовао Суелу Браверман за министра унутрашњих послова. Лабуристи и либералне демократе захтевали су истрагу о Бравермановом повратку у владу упркос наводном кршењу безбедности када је Браверман поделила сигурне информације са колегом.

### Животна средина
У преокрету политике свог претходника, Сунак је 26. октобра поново увео забрану фракинга као што је наведено у манифесту конзервативаца 2019.
У октобру је Сунак рекао да неће присуствовати Конференцији Уједињених нација о климатским променама 2022. у Египту, како би му омогућио да се концентрише на хитна домаћа питања. Након притиска посланика, активиста за заштиту животне средине и других, Сунак је најавио да ће присуствовати.
Сунак је присуствовао пријему код краља Чарлса у Бакингемској палати 4. новембра. Сунак је на састанку око 200 политичара и активиста рекао да ће Уједињено Краљевство наставити са својим еколошким циљевима након завршетка свог председавања КОП 26. Сунак је у свом говору упозорио да ће, како климатске промене буду пустошиле планету, бити све више људских патњи и да због нечињења људи ризикују да својој деци дају очајно наследство. Сунак је такође одао признање Краљевом дугогодишњем раду за животну средину.
Дана 7. новембра на самиту КОП 27, Сунак је покренуо Партнерство лидера у шумама и клими (ФЦЛП), надовезујући се на политику под називом Климатски пакт из Глазгова, првобитно започету на КОП 26. Партнерство има за циљ да заустави и преокрене крчење шума до 2030. 26 земаља и Европска унија заједно. Ове земље чине 60% глобалног БДП-а и преко 33% светских шума и заједно са приватним финансирањем, партнерство има укупна средства од 23,8 милијарди долара. Сунак је у свом говору на Самиту лидера за шуме и климу рекао да су светске шуме потцењене и потцењене, али да су једно од светских чуда природе. Затим је замолио присутне да надограде оно што је већ постигнуто како би обезбедили невероватно наслеђе за генерације које долазе. ФЦЛП ће одржавати годишње састанке и почевши од 2023. године, објављиваће годишњи Глобални извештај о напретку који укључује независне процене.

### Спољна политика
После експлозије пројектила у Пољској 2022. године, Сунак се састао са председником САД Џоом Бајденом и одржао говор о експлозији у Пољској. Касније се састао са украјинским председником Володимиром Зеленским током његове прве посете Кијеву и обећао да ће Украјини дати помоћ од 50 милиона фунти.

#### Политичке позиције
Он је Кину назвао „највећом дугорочном претњом” Британији, додајући да „муче, затварају и индоктринирају сопствени народ, укључујући Синђанг и Хонг Конг, у супротности са њиховим људским правима. И непрестано намештају глобалну економију у њихову наклоност сузбијањем њихове валуте“. Он је оптужио Кину да подржава руског председника Владимира Путина и рекао да Кина „краде нашу технологију и инфилтрира се на наше универзитете“.
Сунак је описао Саудијску Арабију као "партнера" и "савезника", али је рекао да британска влада не игнорише кршење људских права у Саудијској Арабији. Према Сунаковим речима, „апсолутно је у реду да“ британска влада „сарађује са нашим партнерима и савезницима широм света док размишљамо о томе како најбоље да обезбедимо енергетску безбедност за ову земљу“.
Током свог канцеларског мандата, Сунак се противио плану америчког председника Џоа Бајдена да уведе минимални глобални порез на пословање од 21 одсто.
Сунак је подржао признање Јерусалима као главног града Израела.

##### Украјина и Русија
Сунак подржава Украјину против руске инвазије на земљу и подржава економске санкције Русији, али се противи британској војној интервенцији у Украјини.
Након сусрета са украјинским председником Володимиром Зеленским током његове прве посете Кијеву у новембру 2022. године, Сунак је рекао: „Поносан сам на то како је Уједињено Краљевство стајало уз Украјину од самог почетка. И данас сам овде да кажем да ће Велика Британија и наши савезници наставити да стојите уз Украјину, док се бори за окончање овог варварског рата и постизање праведног мира. Док украјинске оружане снаге успевају да потисну руске снаге на терену, цивили су брутално бомбардовани из ваздуха. Данас обезбеђујемо нову противваздушну одбрану, укључујући противавионске топове, радаре и опрему против беспилотних летелица и појачавање хуманитарне подршке за хладну, тешку зиму која је пред нама“.

#### Међународна путовања као председник владе
1. Египат[70]
2. Индонезија[71]
3. Украјина[72]
4. Естонија[73]
5. Летонија[74]
6. Немачка[75]
7. Француска[76]
8. Сједињене Државе[77]
9. Исланд[78]
10. Јапан[79][80]
11. Молдавија[81][82]
12. Сједињене Државе[83][84][85]
13. Литванија[86]
14. Индија[87][88]
15. Шпанија[89]
16. Шведска[90][91]
17. Израел[92][93]
18. Саудијска Арабија[94][95][96]
19. Египат[97][98][99]
20. Уједињени Арапски Емирати[100][101]
21. Италија[102][103][104]
22. Украјина[105][106]
23. Италија[107]
24. Сједињене Државе[108]